# Kamenná (Bohostice)
Kamenná je malá vesnice, část obce Bohostice v okrese Příbram ve Středočeském kraji. Nachází se asi dva kilometry západně od Bohostic. Je zde evidováno 20 adres. V roce 2011 zde trvale žilo jedenáct obyvatel.
Kamenná leží v katastrálním území Kamenná u Bohostic o rozloze 2,12 km².

## Historie
První písemná zmínka o vesnici pochází z roku 1379.

## Obyvatelstvo
| Rok            | 1869 | 1880 | 1890 | 1900 | 1910 | 1921 | 1930 | 1950 | 1961 | 1970 | 1980 | 1991 | 2001 | 2011 | 2021 |
| -------------- | ---- | ---- | ---- | ---- | ---- | ---- | ---- | ---- | ---- | ---- | ---- | ---- | ---- | ---- | ---- |
| Počet obyvatel | 146  | 125  | 122  | 120  | 112  | 89   | 91   | 70   | 75   | 56   | 35   | 23   | 17   | 11   | 14   |
| Počet domů     | 18   | 19   | 19   | 19   | 19   | 19   | 19   | 18   | 18   | 17   | 14   | 20   | 19   | 20   | 19   |

## Obecní správa
Při sčítání lidu v letech 1850–1949 Kamenná byla osadou obce Zbenice v okrese Písek. V letech 1950–1979 byla osadou obce Bohostice v okrese Příbram. Od 1. ledna 1980 do 23. listopadu 1990 byla částí obce Solenice v okrese Příbram. Od 24. listopadu 1990 je opět částí obce Bohostice v okrese Příbram.

## Pamětihodnosti
- V horní části vesnice se nachází kaple čtverhranného půdorysu se zvonicí. Nad vchodem do kaple je v nice umístěna socha Panny Marie.
- Před kaplí se nalézá drobný kříž. Na kamenném podstavci je uvedena datace.
- Železniční trať Tochovice–Orlík (technická památka) – sloužila pro dopravu materiálu při stavbě přehradní hráze

## Galerie

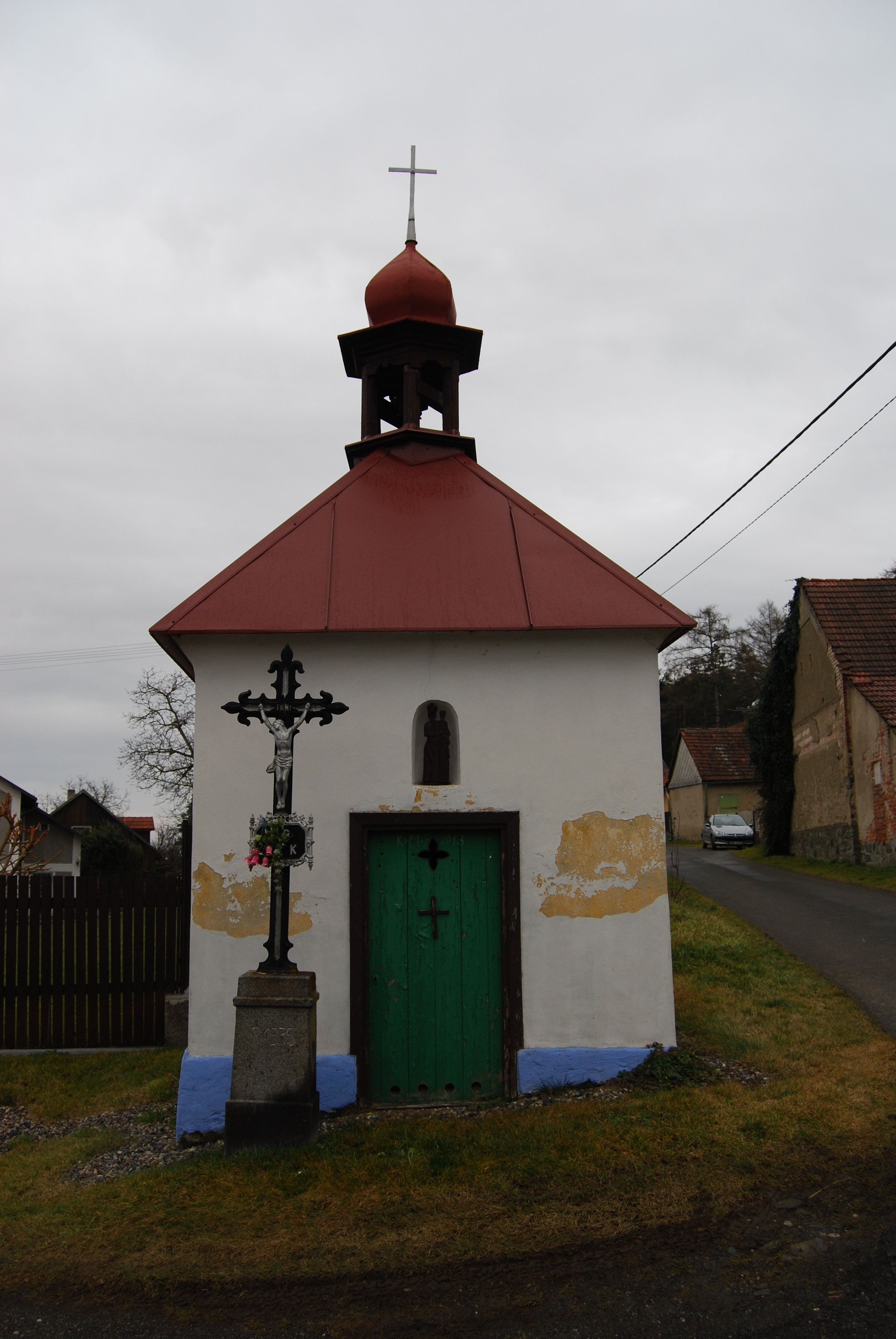
Návesní kaple
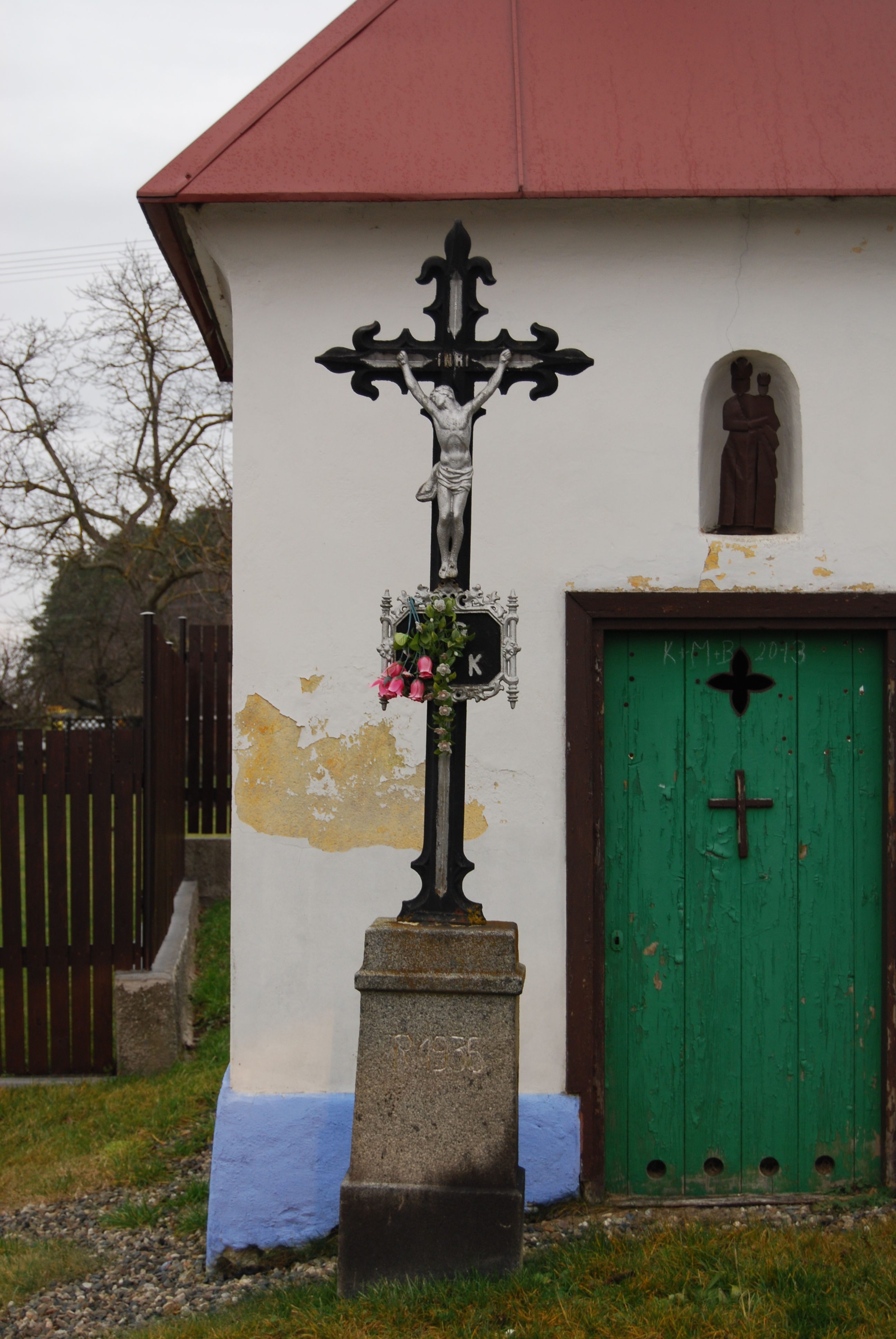
Kříž před kaplí
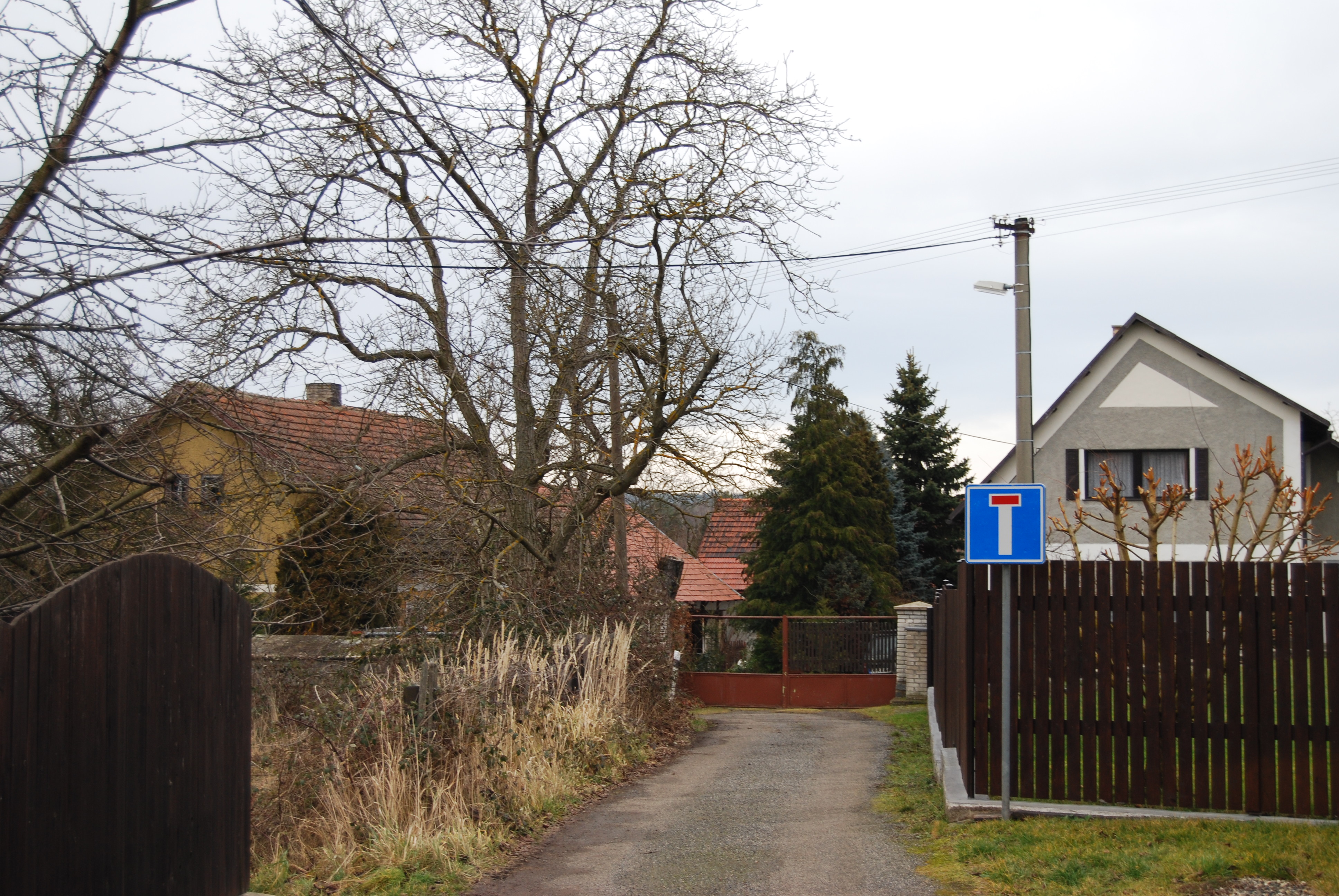
Domy ve vsi
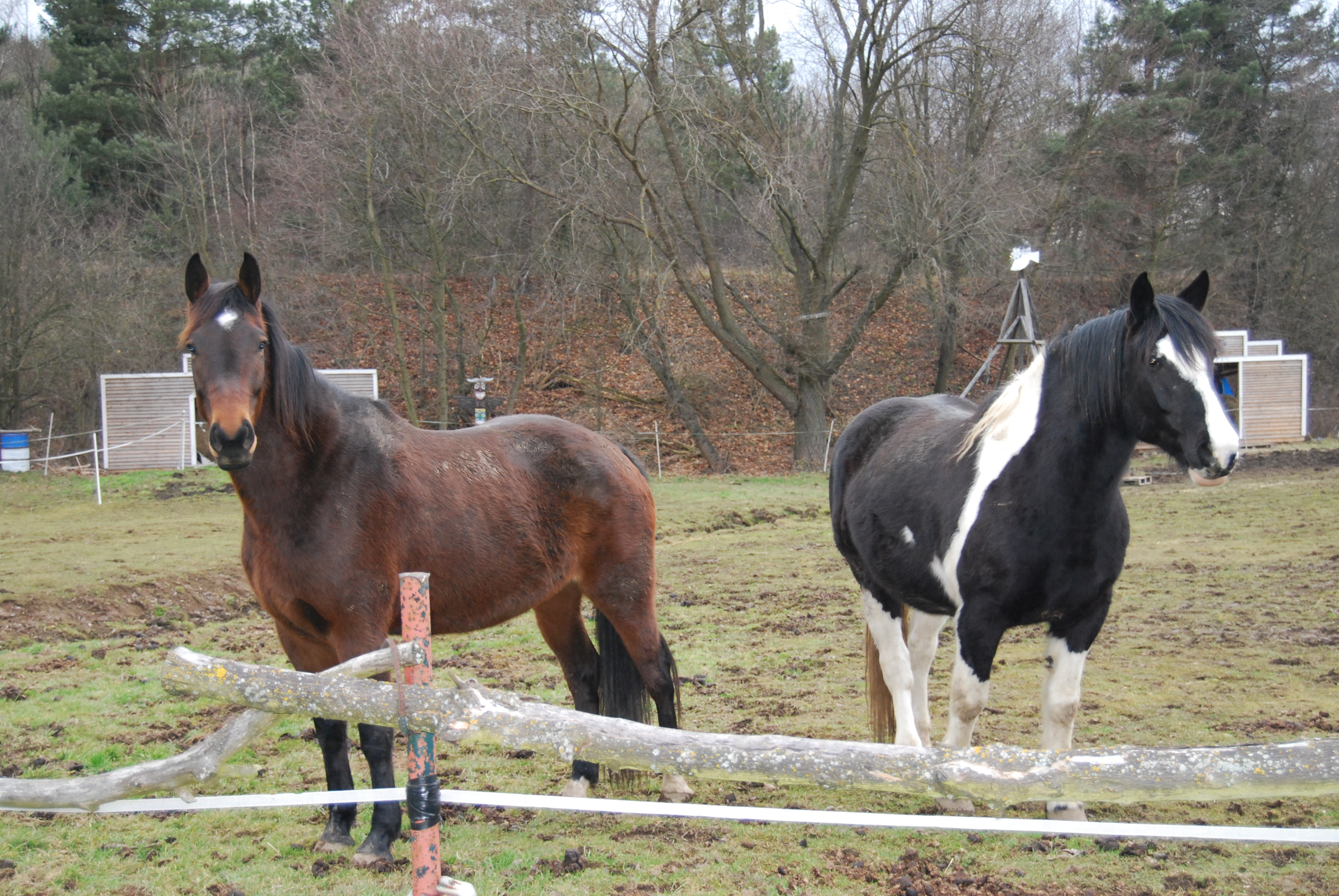
Koně na pastvině